# Hajógerinc csillagkép

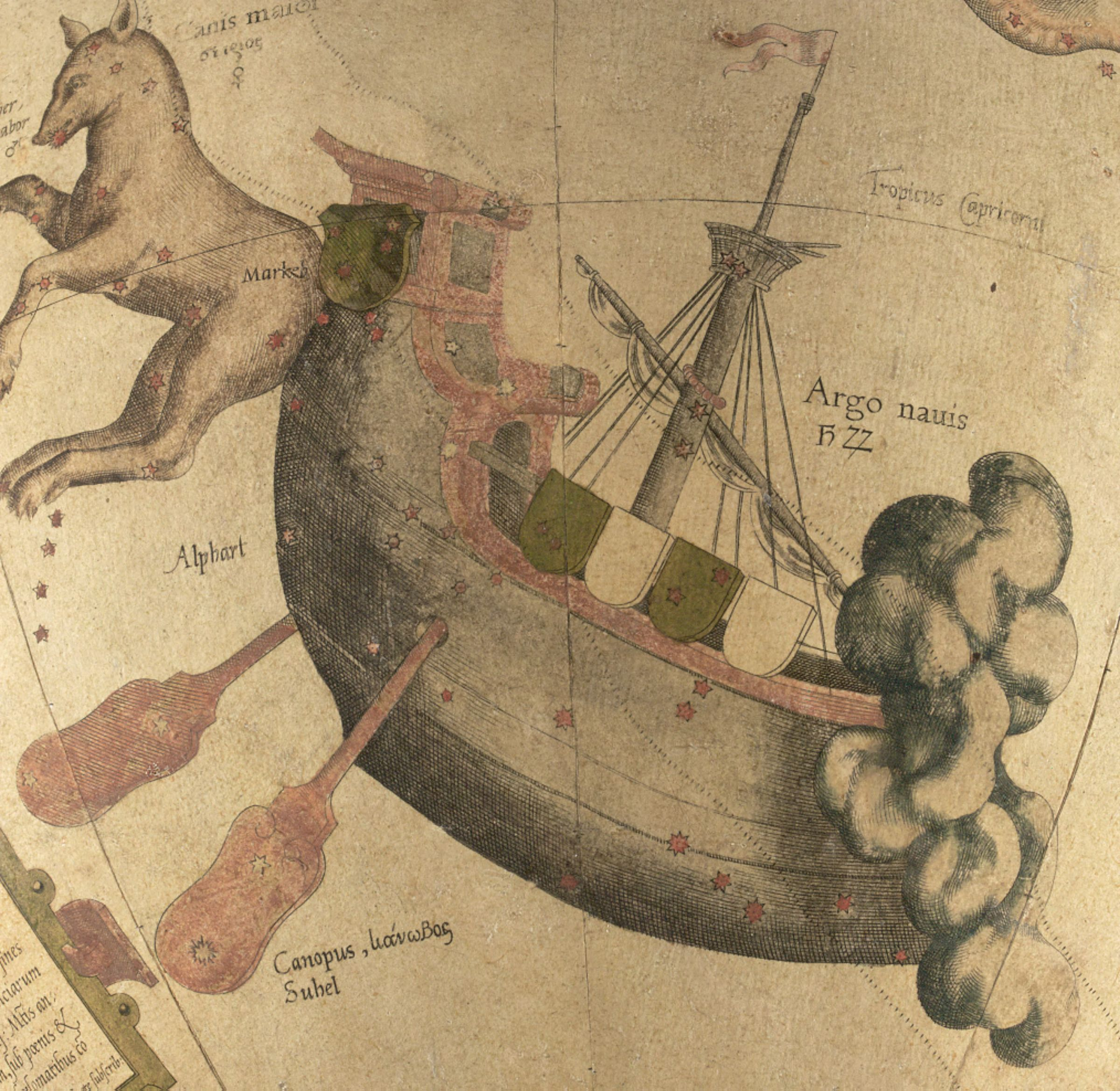
Argo Navis

A Hajógerinc (latin: Carina) egy csillagkép.

## Története, mitológia
A csillagkép az egykori, feldarabolt Argo Navis egyik része. Nicolas-Louis de Lacaille apát, francia csillagász vezette be a 18. században.

## Látnivalók

### Csillagok

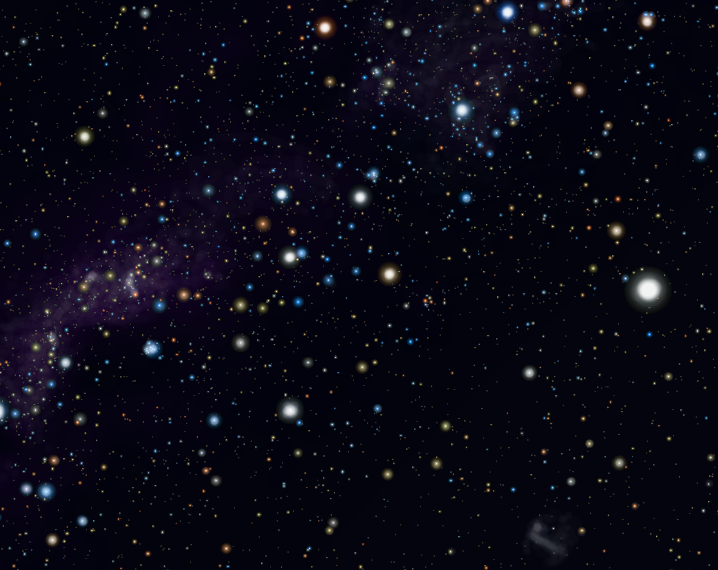
A Hajógerinc csillagkép

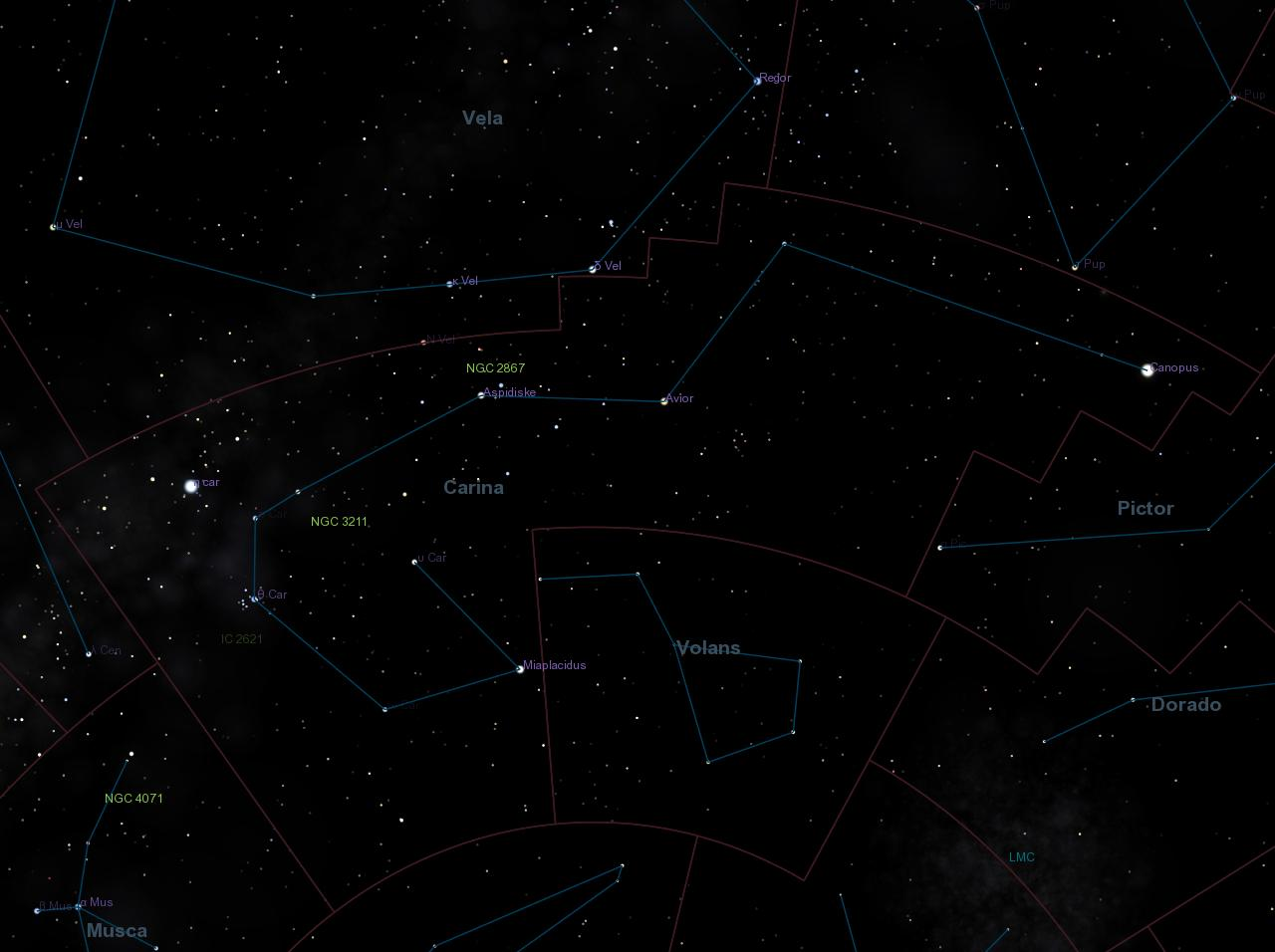
A Hajógerinc csillagkép a 19. században az Éta Carinae fellobbanása idején

- α Carinae - Canopus (kormánylapát) -0,6m fényrendjével az égbolt második legfényesebb csillaga, az űrhajósok is tájékozódási pontnak használják. (Kanoposz városa a Nílus deltájában feküdt az ókori Egyiptomban).
- β Carinae - Miaplacidus (a hajó gerince), kékesfehér, 1,7 magnitúdós csillag.
- ε Carinae - Avior: 1,9 fényrendű, sárga színű óriás.
- η Carinae: hatalmas tömegű, nóvaszerű, a Földtől 3500 fényév távolságra lévő változócsillag, az NGC 3372, más néven az Éta Carinae-köd veszi körül. Jelenleg hatodrendű, de 1843-ban -1m-ra lobbant fel.
- υ Carinae: egy harmad- és egy hatodrendű komponensből álló kettőscsillag, a megfigyeléséhez már kis távcső is elegendő.
- V382 Carinae: egy igen nagyméretű csillag.
- HD 93129A: A Tejútrendszer egyik legfényesebb csillaga.

### Mélyég-objektumok
- NGC 2516 - nyílthalmaz
- IC 2602 ("Déli Pleiadok") nyílthalmaz
- NGC 2808 gömbhalmaz
- NGC 3114 nyílthalmaz
- Éta Carinae-köd ((Eta Carinae Nebula) vagy NGC 3372) planetáris köd
- NGC 3532

Az Eta Carinidák meteorraj minden évben január 14-27-e között látható, 21-én tetőzik. A meteorrajt 1961-ben Ausztráliában figyelték meg először.

## Fordítás
- Ez a szócikk részben vagy egészben  a   Carina (constellation) című angol Wikipédia-szócikk fordításán alapul.  Az eredeti cikk szerkesztőit annak laptörténete sorolja fel. Ez a jelzés csupán a megfogalmazás eredetét és a szerzői jogokat jelzi, nem szolgál a cikkben szereplő információk forrásmegjelöléseként.